# Steuben (Wisconsin)
Steuben é uma vila localizada no estado norte-americano de Wisconsin, no Condado de Crawford.

## Demografia
Segundo o censo norte-americano de 2000, a sua população era de 177 habitantes.
Em 2006, foi estimada uma população de 153, um decréscimo de 24 (-13.6%).

## Geografia
De acordo com o United States Census Bureau tem uma área de 16,0 km², dos quais 16,0 km² cobertos por terra e 0,0 km² cobertos por água. Steuben localiza-se a aproximadamente 215 m acima do nível do mar.

## Localidades na vizinhança
O diagrama seguinte representa as localidades num raio de 16 km ao redor de Steuben.